# 日本商会
日本商会（にほんしょうかい）は、かつて群馬県前橋市に本社を置いた医療関連の消耗品、機器メーカー。

分包紙（薬を包む紙）・分包機（薬を包む機械）のパイオニアメーカーである晃栄工業の直系として1980年に設立された。資本金2000万円（1993年の増資までで）、授権資本金額8000万円。

調剤薬局、病院、医院、診療所に広く使用されている。1995年に倒産した分包機メーカー昭和レントゲン工業のアフターサービス業務も引き継いでいる。

2016年4月1日に事業停止し、同年5月24日付で前橋地方裁判所より破産手続の開始決定を受けて倒産した。負債総額は約2億円。